# Peniophora decorticans
Peniophora decorticans är en svampart som beskrevs av Burt 1926. Peniophora decorticans ingår i släktet Peniophora och familjen Peniophoraceae.   Inga underarter finns listade i Catalogue of Life.